# Guido
Guido  è un nome proprio di persona italiano maschile.

## Varianti
- Maschili: Guidone[1][4], Guittone[1]
  - Alterati: Guidotto[1], Guidetto[1], Guidolino[1], Guidiccino[1],Guiduccio.
  - Ipocoristici: Dotto[1], Cino
- Femminili: Guida[3][4], Guidona[4], Guia[4]

### Varianti in altre lingue
- Catalano: Guiu[5], Guido[5]
- Ceco: Vít[2]
- Croato: Vid[2]
- Francese: Guy[4][6]
- Frisone: Wide[2]
- Germanico: Wido[2][7], Widu[5], Wito[7], Witto[7], Wydo[7], Wyto[7], Guido[7], Guid[7]
- Inglese: Guy[4][6][8]
- Latino: Guidus[3], Guido[1]
- Lituano: Gvidas[2]
- Normanno: Guy[6][8], Guyon[8]
- Polacco: Wit[2]
- Slovacco: Vít[2]
- Sloveno: Vid[2]
  - Femminili: Vida[9]
- Spagnolo: Guido[4][5], Guidón[5]
- Tedesco: Guido[2], Veit[2], Wido[4], Wito[4]
- Ungherese: Vid[2], Vida[2]

## Origine e diffusione
Deriva dal nome germanico Wido o Wito, di tradizione longobarda e francone, che originariamente costituiva un ipocoristico di altri nomi, come Guidobaldo e Guidalberto, composti da *widu- ("legno", "bosco") oppure da *wida- ("ampio", "disteso", "lontano"), due elementi che è peraltro difficile districare nell'onomastica germanica. Alcune fonti propongono invece una connessione al franco witan ("mostrare la via", la stessa radice di "guidare"). Già anticamente, Wido si confuse con il latino Vitus (oggi Vito), tanto che in molte lingue i due nomi di fatto sono equivalenti.
Sostenuto dal culto di vari santi, in Italia il nome è diffuso in tutta la penisola nella forma base, ma gli alterati e i composti sono più frequenti in Toscana e, sporadicamente, nel Settentrione. La forma francese, Guy, venne portata in Inghilterra dai normanni ed era piuttosto comune prima che il rivoluzionario Guy Fawkes tentasse di far saltare in aria il Parlamento inglese nel 1605; fu poi ripresa nel XIX secolo, in parte grazie ai personaggi che lo portavano nei romanzi Guy Mannering (di sir Walter Scott, 1815) e The Heir of Redclyffe (di Charlotte Mary Yonge, 1854).
In alcune aree degli Stati Uniti il nome Guido ha assunto una connotazione dispregiativa, variata nel corso del tempo ma legata ad una forma di pregiudizio contro gli italiani.

## Onomastico
L'onomastico si può festeggiare in memoria di numerosi santi e beati, alle date seguenti:
- 6 gennaio, san Guido, vescovo di Auxerre[12]
- 31 marzo, san Guido, detto "degli Strambiati", abate di Pomposa[12]
- 20 maggio, san Guido della Gherardesca, confessore[12]
- 2 giugno, san Guido, vescovo di Acqui[12]
- 12 giugno, beato Guido da Cortona, sacerdote[12]
- 2 settembre, san Guido (o Vito), abate di Pontida[12]
- 7 settembre, beato Guido d'Arezzo, monaco[12]
- 12 settembre, san Guido di Anderlecht, pellegrino, confessore, patrono di agricoltori, campanari e sagrestani[12]
- 5 novembre, san Guido Maria Conforti, fondatore dei Saveriani[12]

## Persone

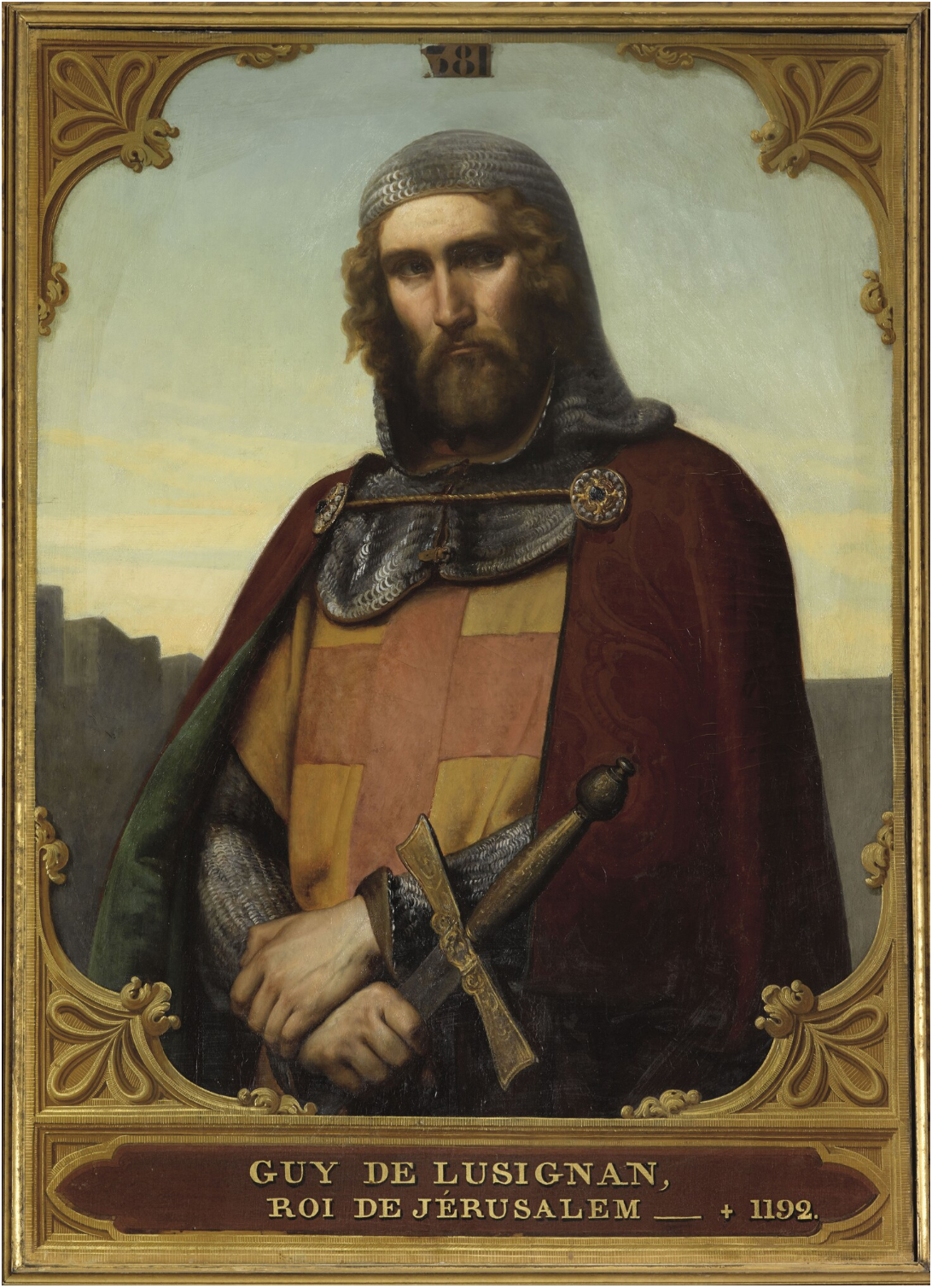
Guido di Lusignano

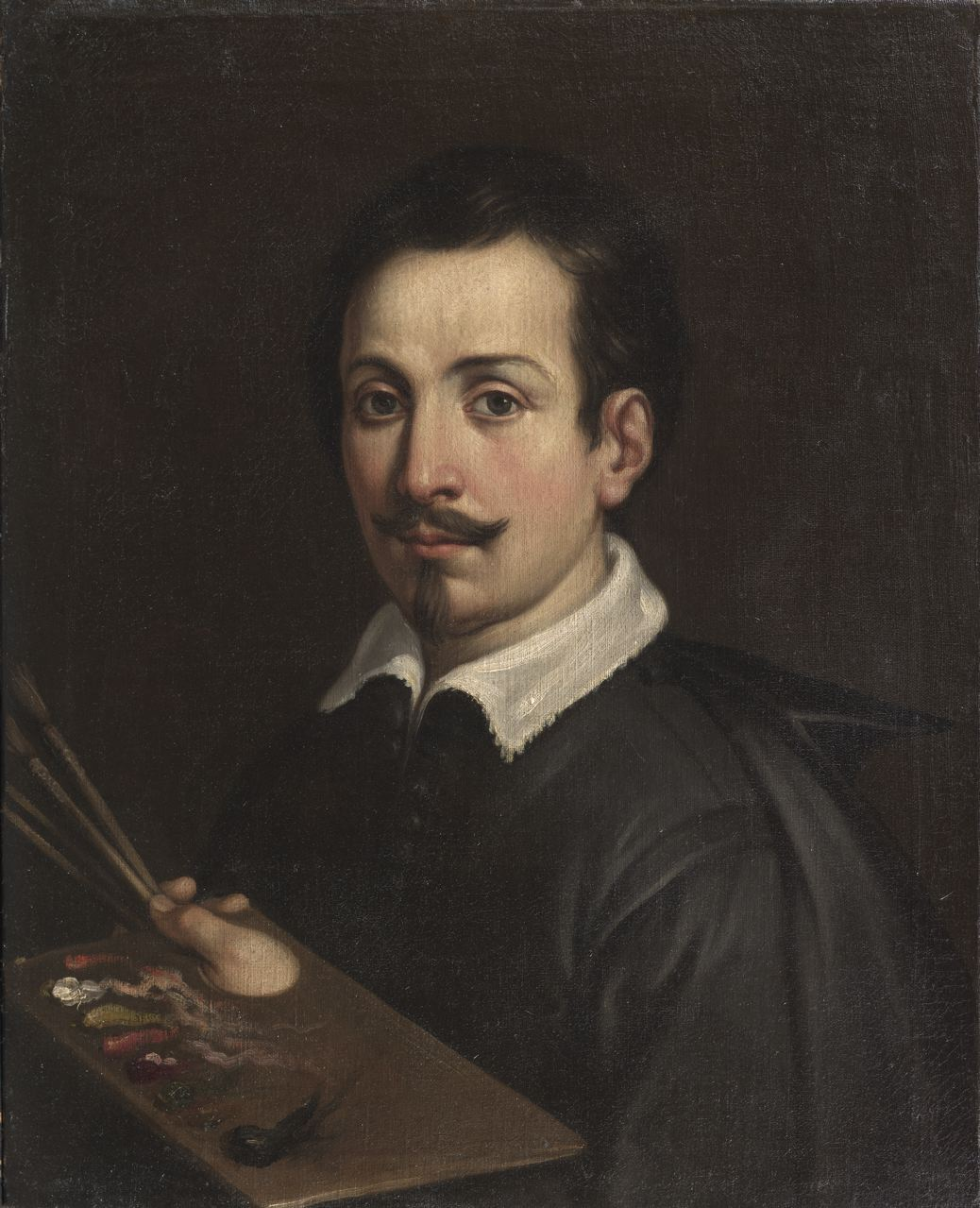
Guido Reni

- Guido di Lusignano, cavaliere e crociato francese
- Guido monaco o d'Arezzo, monaco e teorico della musica italiano
- Guido Ubaldo Abbatini, pittore italiano
- Guido Adler, musicologo e docente austriaco
- Guido Ascoli, matematico italiano
- Guido Baccelli, medico e politico italiano
- Guido Bentivoglio, cardinale, arcivescovo e storico italiano
- Guido Bonatti, astronomo e astrologo italiano
- Guido Cagnacci, pittore italiano
- Guido Castelnuovo, matematico e statistico italiano
- Guido Cavalcanti, poeta italiano
- Guido Ceronetti, poeta, filosofo, scrittore, giornalista e drammaturgo italiano
- Guido Crepax, fumettista italiano
- Guido Alberto Fano, compositore, direttore d'orchestra e pianista italiano
- Guido Fubini, matematico italiano
- Guido Fubini, avvocato e giurista italiano
- Guido Gozzano, poeta italiano
- Guido Guinizelli, poeta italiano
- Guido Mannari, attore italiano
- Guido Morselli, scrittore e aforista italiano
- Guido Piovene, scrittore e giornalista italiano
- Guido Reni, pittore e incisore italiano

### Variante Guy

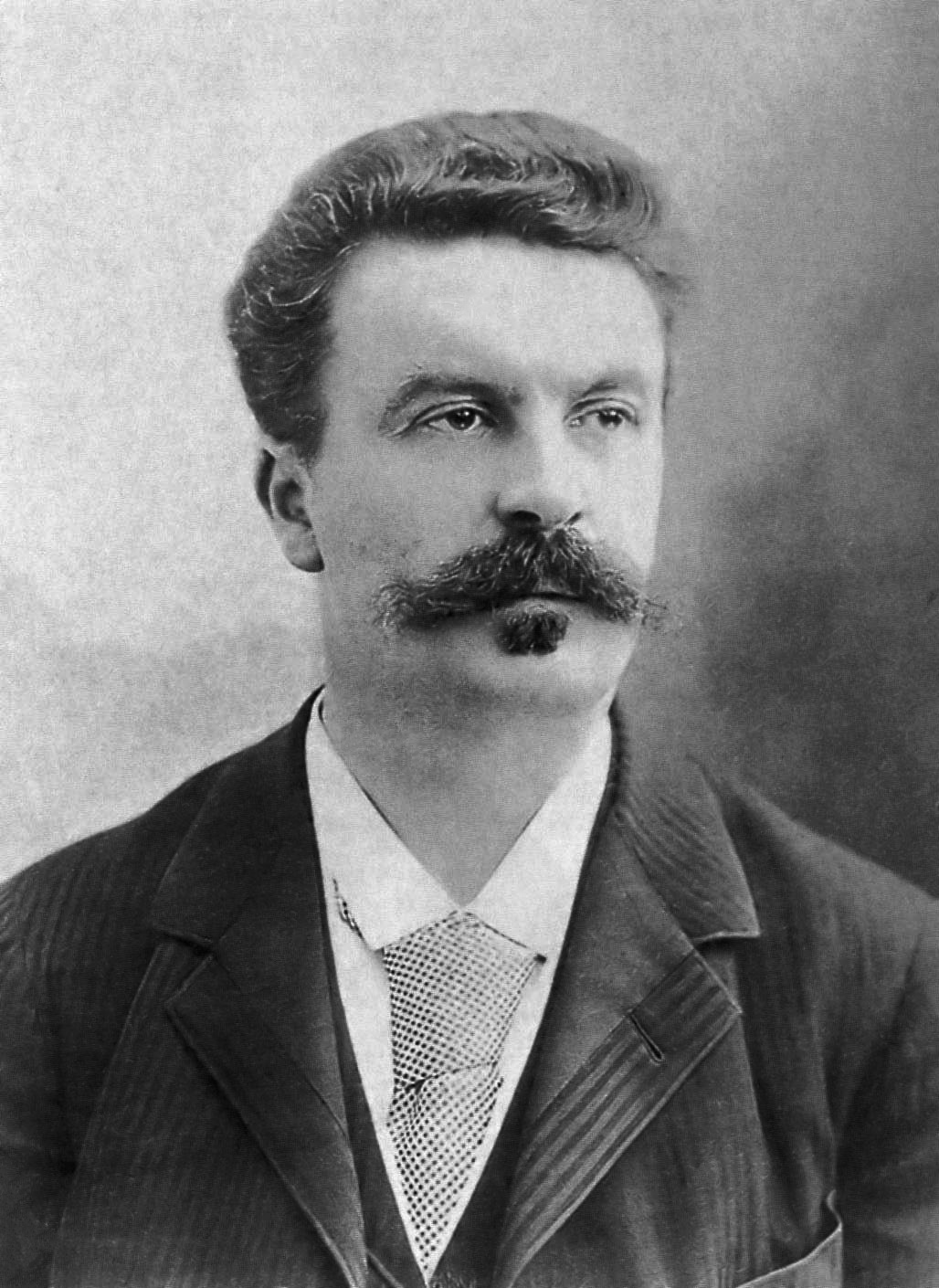
Guy de Maupassant

- Guy Debord, scrittore, regista e filosofo francese
- Guy de Maupassant, scrittore, drammaturgo, reporter di viaggio, saggista e poeta francese
- Guy Fawkes, militare e cospiratore britannico
- Guy Pearce, attore australiano
- Guy Ritchie, regista, sceneggiatore e produttore cinematografico britannico
- Guy Rozemont, politico mauriziano
- Guy Williams, attore statunitense

### Variante Veit
- Veit Amerbach, teologo tedesco
- Veit Bach, musicista tedesco
- Veit Harlan, regista e attore tedesco
- Veit Heinichen, scrittore tedesco
- Veit Stoss, scultore, pittore e incisore tedesco
- Veit Wagner, scultore francese

### Altre varianti
- Guittone d'Arezzo, poeta e religioso italiano
- Guidotto da Bologna, scrittore italiano
- Guidotto da Correggio, vescovo cattolico italiano
- Guidone di Torino, vescovo italiano
- Vid Belec, calciatore sloveno
- Guidarello Guidarelli, condottiero italiano
- Vid Kavticnik, pallamanista sloveno
- Guiduccio Palmerucci, pittore italiano

## Il nome nelle arti
- Il nome di Guido, riferito a Guido Cavalcanti, poeta fiorentino, è stato immortalato, assieme a quello di Lapo Gianni, da Dante nel celebre sonetto delle Rime intitolato Guido, i' vorrei che tu e Lapo ed io.
- Davanti San Guido è il titolo di una poesia scritta da Giosuè Carducci, ispirata al ricordo dell'Oratorio di Bolgheri.
- Guido è il nome del regista, interpretato da Marcello Mastroianni, protagonista di 8½ di Federico Fellini.
- Guido è il nome del cameriere dell'hotel Danieli nel film The Tourist con Johnny Depp e Angelina Jolie.
- Guido Del Bue è un personaggio della soap opera Un posto al sole.
- Guy Cullingford era uno pseudonimo di Constance Lindsay Taylor.
- Guy Gardner è un personaggio dei fumetti DC Comics.
- Guido Geller è un personaggio della serie televisiva Camera Café.
- Guido Laremi è il nome del protagonista del romanzo Due di due di Andrea De Carlo.
- Guy Montag è un personaggio del romanzo di Ray Bradbury Fahrenheit 451 e del film omonimo del 1996 da esso tratto diretto da François Truffaut.
- Guido Necchi è un personaggio dei film Amici miei (1975, regia di Mario Monicelli), Amici miei - Atto IIº (1982, regia di Mario Monicelli), e Amici miei - Atto IIIº (1985, regia di Nanni Loy).
- Guido Orefice è il nome del protagonista del film La vita è bella di Roberto Benigni.
- Guido Speier è un personaggio del romanzo La coscienza di Zeno di Italo Svevo.
- Guido Tersilli è il protagonista dei film Il medico della mutua (1968, regia di Luigi Zampa) e Il prof. dott. Guido Tersilli primario della clinica Villa Celeste convenzionata con le mutue (1969, regia di Luciano Salce).
- Guido Nolitta è lo pseudonimo del fumettista Sergio Bonelli.
- Guido Mista,personaggio di Le bizzarre avventure di JoJo
- Guy è il protagonista di SheZow.
- Guido è il nome di un muletto personaggio dei film di Cars - Motori ruggenti.